# Bosnië en Herzegovina op de Paralympische Zomerspelen 2012
Bosnië en Herzegovina kwam met een equipe van 13 mannen en vrouwen naar de Paralympische Zomerspelen 2012 in Londen. Deze kwamen uit in het atletiek en het zitvolleybal.
Voor de vierde opeenvolgende keer deed het mannelijke zitvolleybalteam mee in de finale. Dit jaar wonnen ze het goud, nadat ze in Beijing 2008 en Sydney 2000 zilver wonnen. In Athene 2004 was er wel goud voor het team. Dit zijn tot dusver alle medailles die Bosnië en Herzegovina ooit hebben gewonnen op de Paralympische Zomerspelen.

## Medailleoverzicht
| Medaille | Naam | Sport        | Onderdeel |
| -------- | --- | ------------ | --------- |
| Goud     | Safet Alibasic Nizam Cancar Sabahudin Delalic Mirzet Duran Ismet Godinjak Dzevad Hamzic Ermin Jusufovic Benis Kadrid Adnan Kesmer Adnan Manko Asim Medic Ejub Mehmedovic | Zitvolleybal | Mannen    |

## Deelnemers en uitslagen
Legenda
- PB = Persoonlijk record

### Atletiek
Vrouwen
| Naam          | Onderdeel          | Finale  | Finale | Finale |
| Naam          | Onderdeel          | Meter   | Punten | Rang   |
| ------------- | ------------------ | ------- | ------ | ------ |
| Sanela Redzic | Kogelstoten F42/44 | 8.64 PB | 809    | 4e     |

### Zitvolleybal
Mannen
- Safet Alibasic
- Nizam Cancar
- Sabahudin Delalic
- Mirzet Duran
- Ismet Godinjak
- Dzevad Hamzic
- Ermin Jusufovic
- Benis Kadrid
- Adnan Kesmer
- Adnan Manko
- Asim Medic
- Ejub Mehmedovic

| Groep B | Groep B               | Groep B | Wedstrijden | Wedstrijden | Sets | Sets | Sets   | Punten | Punten | Punten |
| Rang    | Land                  | Punten  | W           | V           | W    | V    | Ratio  | +      | -      | Ratio  |
| ------- | --------------------- | ------- | ----------- | ----------- | ---- | ---- | ------ | ------ | ------ | ------ |
| 1       | Iran                  | 8       | 4           | 0           | 12   | 1    | 12.000 | 322    | 207    | 1.556  |
| 2       | Bosnië en Herzegovina | 7       | 3           | 1           | 10   | 3    | 3.333  | 309    | 240    | 1.288  |
| 3       | Brazilië              | 6       | 2           | 2           | 6    | 6    | 1.000  | 257    | 233    | 1.103  |
| 4       | China                 | 5       | 1           | 3           | 3    | 9    | 0.333  | 243    | 266    | 0.914  |
| 5       | Rwanda                | 4       | 0           | 4           | 0    | 12   | 0.000  | 115    | 300    | 0.383  |

| Wedstrijd    | Datum       | Bosnië en Herzegovina | Score | Score | Tegenstander | Set 1   | Set 2   | Set 3   | Set 4   | Set 5 |
| ------------ | ----------- | --------------------- | ----- | ----- | ------------ | ------- | ------- | ------- | ------- | ----- |
| Groepsfase   | 30 augustus | Bosnië en Herzegovina | 3     | 0     | China        | 26 - 24 | 25 - 21 | 25 - 17 |         |       |
| Groepsfase   | 1 september | Bosnië en Herzegovina | 3     | 0     | Brazilië     | 25 - 14 | 25 - 21 | 25 - 19 |         |       |
| Groepsfase   | 3 september | Bosnië en Herzegovina | 3     | 0     | Rwanda       | 25 - 7  | 25 - 12 | 25 - 8  |         |       |
| Groepsfase   | 4 september | Bosnië en Herzegovina | 1     | 3     | Iran         | 25 - 22 | 18 - 25 | 18 - 25 | 22 - 25 |       |
| Kwartfinale  | 5 september | Bosnië en Herzegovina | 3     | 0     | Egypte       | 25 - 17 | 25 - 16 | 25 - 22 |         |       |
| Halve finale | 6 september | Bosnië en Herzegovina | 3     | 0     | Duitsland    | 25 - 19 | 25 - 20 | 25 - 14 |         |       |
| Finale       | 8 september | Bosnië en Herzegovina | 3     | 1     | Iran         | 19 - 25 | 25 - 21 | 25 - 22 | 25 - 15 |       |

Afghanistan · Albanië · Algerije · Amerikaanse Maagdeneilanden · Andorra · Angola · Antigua en Barbuda · Argentinië · Armenië · Australië · Azerbeidzjan · Bahrein · Barbados · België · Belize · Benin · Bermuda · Bolivia · Bosnië en Herzegovina · Brazilië · Britse Maagdeneilanden · Brunei · Bulgarije · Burkina Faso · Burundi · Cambodja · Canada · Centraal-Afrikaanse Republiek · Chili · China · Chinees Taipei · Colombia · Comoren · Congo-Brazzaville · Congo-Kinshasa · Cookeilanden · Costa Rica · Cuba · Cyprus · Denemarken · Djibouti · Dominica · Dominicaanse Republiek · Duitsland · Ecuador · Egypte · El Salvador · Equatoriaal-Guinea · Eritrea · Estland · Ethiopië · Faeröer · Fiji · Filipijnen · Finland · Frankrijk · Gabon · Gambia · Georgië · Ghana · Grenada · Griekenland · Groot-Brittannië · Guam · Guatemala · Guinee · Guinee‑Bissau · Guyana · Haïti · Honduras · Hongarije · Hongkong · Ierland · IJsland · India · Indonesië · Irak · Iran · Israël · Italië · Ivoorkust · Jamaica · Japan · Jemen · Jordanië · Kaaimaneilanden · Kaapverdië · Kameroen · Kazachstan · Kenia · Kirgizië · Kiribati · Koeweit · Kroatië · Laos · Lesotho · Letland · Libanon · Liberia · Libië · Liechtenstein · Litouwen · Luxemburg · Macau · Macedonië · Madagaskar · Maldiven · Maleisië · Mali · Malta · Marshalleilanden · Marokko · Mauritanië · Mauritius · Mexico · Micronesia · Moldavië · Monaco · Mongolië · Montenegro · Mozambique · Myanmar · Namibië · Nauru · Nederland · Nepal · Nicaragua · Nieuw-Zeeland · Niger · Nigeria · Noord-Korea · Noorwegen · Oeganda · Oekraïne · Oezbekistan · Oman · Oostenrijk · Oost-Timor · Pakistan · Palau · Palestina · Panama · Papoea-Nieuw-Guinea · Paraguay · Peru · Polen · Portugal · Puerto Rico · Qatar · Roemenië · Rusland · Rwanda · Saint Kitts en Nevis · Saint Lucia · Saint Vincent en Grenadines · Salomonseilanden · Samoa · San Marino · Saoedi-Arabië · Senegal · Servië · Seychellen · Sierra Leone · Singapore · Slovenië · Slowakije · Soedan · Somalië · Spanje · Sri Lanka · Suriname · Swaziland · Syrië · Tadzjikistan · Tanzania · Thailand · Togo · Tonga · Trinidad en Tobago · Tsjaad · Tsjechië · Tunesië · Turkije · Turkmenistan · Tuvalu · Uruguay · Vanuatu · Venezuela · Verenigde Arabische Emiraten · Verenigde Staten · Vietnam · Wit-Rusland · Zambia · Zimbabwe · Zuid-Afrika · Zuid-Korea · Zweden · Zwitserland
Niet deelgenomen: Botswana · Malawi